# Beverly Aadland
Beverly Elaine Aadland (Los Angeles, Califórnia, 16 de setembro de 1942 - Lancaster, 5 de janeiro de 2010) foi uma atriz norte-americana que atuou em filmes na década de 1950.

## Biografia
Beverly Elaine Aadland tinha 17 anos na época em que estava com o ator Errol Flynn quando ele morreu de ataque cardíaco em 14 de outubro de 1959, em Vancouver, British Columbia, aos 50 anos. Em 1961, a mãe de Aadland, Florence Aadland, alegou no livro The Big Love que o ator Flynn teve um relacionamento sexual com sua filha desde os 15 anos, mas também há especulações de que ele foi levado a acreditar que ela tinha 18 anos.  O livro seria transformado em um show de uma mulher na Broadway, estrelado por Tracey Ullman como Florence. O livro de memórias foi relançado em 2018 pela Spurl Editions.  Beverly Aadland deu um relato de seu relacionamento com Flynn em People em 1988, confirmando que ela teve um relacionamento sexual com Flynn em sua adolescência. Seu relacionamento com Flynn foi o tema do filme de 2013, O Último de Robin Hood. Aadland foi interpretado por Dakota Fanning.

## Morte
Beverly Aadland Fisher morreu em 5 de janeiro de 2010, no Lancaster Community Hospital, de complicações de diabetes e insuficiência cardíaca congestiva. Ela tinha 67 anos.

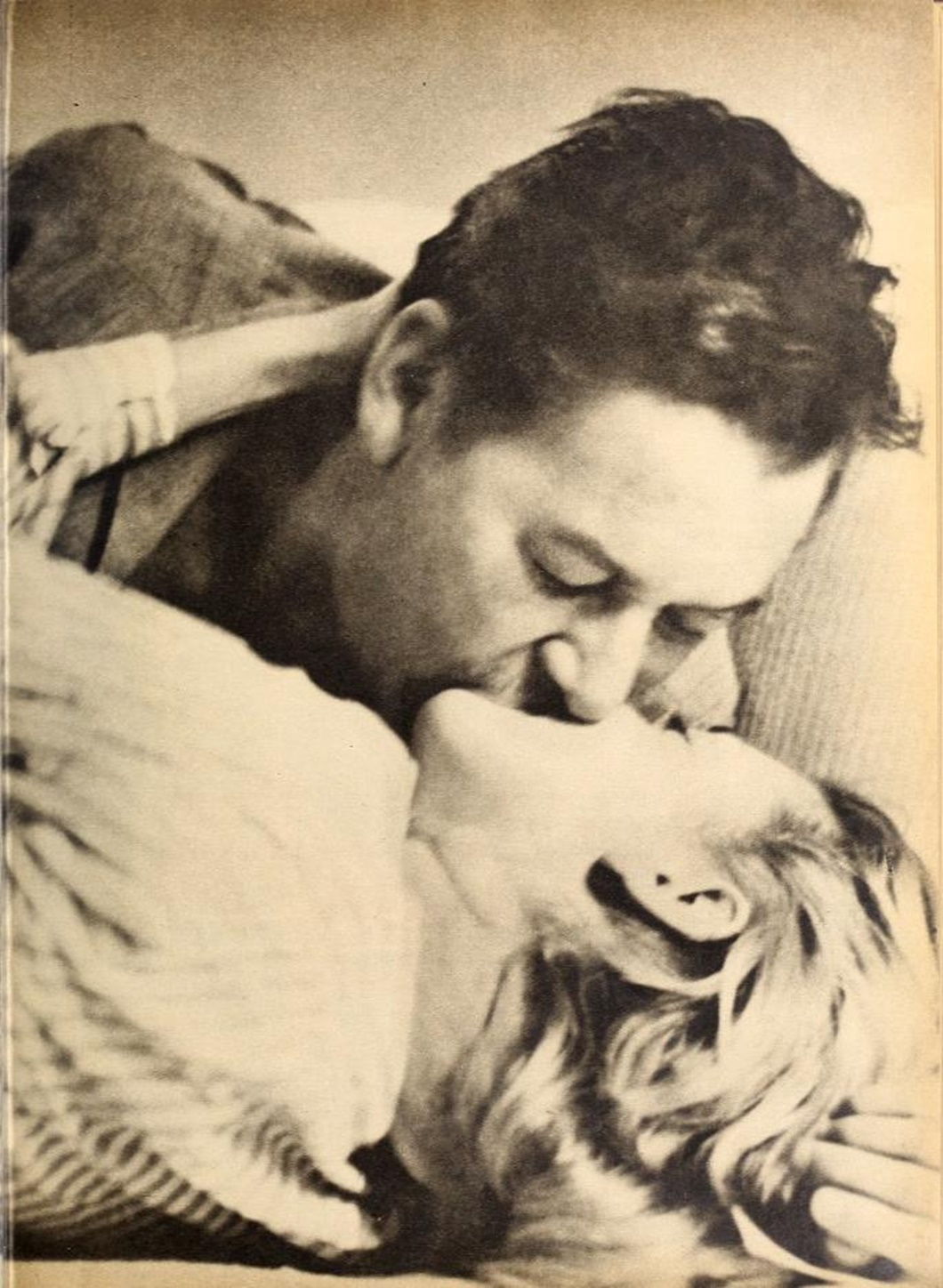
Errol Flynn e Beverly Aadland

## Filmografia
- Death of a Salesman  (1951) como menina (sem créditos)
- Pacífico Sul  (1958) como Enfermeira no Programa de Ação de Graças
- Cuban Rebel Girls  (1959) como Beverly Woods
- The Red Skelton Show  (1959) como Beatnik Girl